# 四糖
四糖（よんとう、tetrasaccharide）は、加水分解によって4分子の単糖が生成する炭水化物である。例えば、スタキオースは加水分解するとグルコースとフルクトースと2分子のガラクトースが生成する。四糖の一般分子式はC24H42O21である。

## おもな四糖
| 四糖               | ユニット1    | 結合   | ユニット2    | 結合   | ユニット3    | 結合   | ユニット4    |
| ------------------ | ------------ | ------ | ------------ | ------ | ------------ | ------ | ------------ |
| ニストース         | グルコース   | α(1→2) | フルクトース | β(1→2) | フルクトース | β(1→2) | フルクトース |
| ニゲロテトラオース | グルコース   | α(1→3) | グルコース   | α(1→3) | グルコース   | α(1→3) | グルコース   |
| スタキオース       | ガラクトース | α(1→6) | ガラクトース | α(1→6) | グルコース   | α(1→3) | フルクトース |